# (35621) 1998 JD4
1998 JD4 (asteroide 35621) é um asteroide da cintura principal. Possui uma excentricidade de 0.08339500 e uma inclinação de 13.39355º.
Este asteroide foi descoberto no dia 15 de maio de 1998 por Adrián Galád e Alexander Pravda em Modra.